# Sankarea
Sankarea яп. さんかれあ — манґа Міцуру Хатторі, що була почата у 2009 й закінчена у 2014 році. Існує і аніме-екранізація з тією ж назвою.

## Сюжет
Чіхіро Фуруе — звичайний хлопець, але його дід Джьоґоро — науковець та винахідник еліксиру, що оживляє мертвих. Кохана дівчинка Чіхіро трагично гине, він рятує її, але вона стає зомбі.

## Медіа

### Манґа
Оригінальна манґа авторства Міцуру Хатторі почала виходити у журналі Bessatsu Shōnen Magazine видавництва Kodansha. Перша глава манґи вийшла у випуску за січень 2010, який вийшов 9 грудня 2009 року, а остання глава вийшла у випуску за жовтень 2014, який вийшов 9 вересня 2014. Манґа-серіал був зібраний у 11 танкобонів, які виходили у період з 9 червня по 11 листопада 2014. П'ятий, шостий, сьомий та восьмий томи виходили одночасно обмеженими тиражами. Лімітоване видання п'ятого тому виходило з CD-драмою, яка розповідала окрему оригінальну історію. Лімітовані видання шостого та сьомого томів виходили разом з DVD, на кожному з них по одній OVA. Лімітована версія восьмого тома містила три еротичних постера з героїнями манґи.
Видавництво Kodansha USA ліцензувало манґу у Північній Америці під назвою Sankarea: Undying Love та випустило одинадцять томів англійською мовою у період між 11 червня 2013 та 24 березня 2015.

#### Список томів
| №  | Дата виходу      | ISBN                                                                         |
| -- | ---------------- | ---------------------------------------------------------------------------- |
| 1  | 16 липня 2010    | ISBN 978-4-06-384341-5                                                       |
| 2  | 9 грудня 2010    | ISBN 978-4-06-384412-2                                                       |
| 3  | 9 березня 2011   | ISBN 978-4-06-384453-5                                                       |
| 4  | 9 серпня 2011    | ISBN 978-4-06-384529-7                                                       |
| 5  | 9 лютого 2012    | ISBN 978-4-06-384623-2 (regular edition) 978-4-06-358382-3 (limited edition) |
| 6  | 8 червня 2012    | ISBN 978-4-06-384682-9 (regular edition) 978-4-06-358389-2 (limited edition) |
| 7  | 9 листопада 2012 | ISBN 978-4-06-384762-8 (regular edition) 978-4-06-358390-8 (limited edition) |
| 8  | 7 червня 2013    | ISBN 978-4-06-384873-1 (regular edition) 978-4-06-362253-9 (limited edition) |
| 9  | 9 січня 2014     | ISBN 978-4-06-394977-3                                                       |
| 10 | 9 червня 2014    | ISBN 978-4-06395-062-5                                                       |
| 11 | 7 листопада 2014 | ISBN 978-4-06-395231-5                                                       |